# Traudl Hecher
Traudl Hecher, właśc. Waltraud J. Hecher, po mężu Görgl (ur. 28 września 1943 w Schwaz, zm. 10 stycznia 2023 tamże) – austriacka narciarka alpejska, dwukrotna medalistka igrzysk olimpijskich i mistrzostw świata.

## Kariera
Pierwszą międzynarodową imprezą w jej karierze były igrzyska olimpijskie w Squaw Valley w 1960 roku. Już w pierwszym starcie, biegu zjazdowym, wywalczyła brązowy medal. W zawodach tych wyprzedziły ją jedynie Heidi Biebl ze Wspólnej Reprezentacji Niemiec oraz Penny Pitou z USA. Następnie zajęła 25. miejsce w gigancie, a rywalizacji w slalomie nie ukończyła. Z rozgrywanych dwa lata później mistrzostw świata w Chamonix wróciła bez medalu. Najlepszy wynik osiągnęła tam w kombinacji, którą ukończyła na szóstej pozycji.
Kolejny medal wywalczyła na igrzyskach w Innsbrucku w 1964 roku, gdzie ponownie była trzecia w zjeździe. Tym razem lepsze okazały się dwie rodaczki: Christl Haas oraz Edith Zimmermann. Był to pierwszy przypadek, kiedy w olimpijskiej rywalizacji kobiet w narciarstwie alpejskim całe podium zajęły reprezentantki jednego kraju (w rywalizacji mężczyzn podczas ZIO 1956 Austriacy dokonali tego w gigancie). Na tej samej imprezie była także ósma w gigancie, a slalomu ponownie nie ukończyła. W 1966 roku brała udział w mistrzostwach świata w Portillo, zajmując trzynaste miejsce w slalomie i szesnaste w zjeździe. Niecały rok później, 7 stycznia 1967 roku w Oberstaufen zadebiutowała w Pucharze Świata, zajmując szóste miejsce w slalomie. Tym samym już w swoim debiucie wywalczyła pierwsze pucharowe punkty. Dwukrotnie stawała na podium zawodu tego cyklu: 1 lutego 1967 roku w Monte Bondone była trzecia w tej samej konkurencji, a 26 marca 1967 roku w Jackson Hole trzecie miejsce zajęła w gigancie. W klasyfikacji generalnej i slalomu była siódma, w zjeździe zajęła dziewiąte miejsce, a w klasyfikacji giganta była dziesiąta. W 1967 roku zakończyła karierę.
Wielokrotnie wygrywała zawody Arlberg-Kandahar: zjazd w Sestriere w 1960 roku i w Mürren rok później, zjazd i kombinację w Sestriere w 1962 roku oraz slalom i kombinację w Chamonix w 1963 roku. Odniosła także trzy zwycięstwa w ramach zawodów Silberkrugrennen w Bad Gastein, wygrywając giganta w 1962 roku oraz zjazd i kombinację w 1966 roku. Pięciokrotnie wygrywała zawody Hahnenkammrennen w Kitzbühel: zjazd, slalom i kombinację w 1961 roku oraz zjazd i kombinację rok później. Była też najlepsza w zjeździe na zawodach Critérium de la première neige w Val d’Isère w 1961 roku i zawodach SDS-Rennen w Grindelwald w 1962 roku. Ponadto wielokrotnie zdobywała medale mistrzostw Austrii, w tym łącznie 10 złotych: w kombinacji w latach 1960, 1961, 1962 i 1963, slalomie w latach 1960, 1961 i 1962, zjeździe w latach 1965 i 1967 oraz w gigancie w 1963 roku.
W 1980 roku otrzymała Odznakę Honorową za Zasługi dla Republiki Austrii.
Jej dzieci – Elisabeth i Stephan Görgl – również zostały narciarzami alpejskimi.

## Osiągnięcia

### Igrzyska olimpijskie
| Miejsce | Dzień     | Rok  | Miejscowość  | Konkurencja | Czas biegu  | Strata  | Zwyciężczyni        |
| ------- | --------- | ---- | ------------ | ----------- | ----------- | ------- | ------------------- |
| 3.      | 20 lutego | 1960 | Squaw Valley | Zjazd       | 1:37,6 min  | +1,3 s  | Heidi Biebl         |
| 25.     | 23 lutego | 1960 | Squaw Valley | Gigant      | 1:39,9 min  | +6,8 s  | Yvonne Rüegg        |
| DSQ     | 26 lutego | 1960 | Squaw Valley | Slalom      | 1:49,6 min  | –       | Anne Heggtveit      |
| DNF     | 1 lutego  | 1964 | Innsbruck    | Slalom      | 1:29,86 min | –       | Christine Goitschel |
| 8.      | 3 lutego  | 1964 | Innsbruck    | Gigant      | 1:52,24 min | +2,31 s | Marielle Goitschel  |
| 3.      | 6 lutego  | 1964 | Innsbruck    | Zjazd       | 1:55,39 min | +1,27 s | Christl Haas        |

### Mistrzostwa świata
| Miejsce | Dzień       | Rok  | Miejscowość  | Konkurencja | Czas biegu  | Strata     | Zwyciężczyni        |
| ------- | ----------- | ---- | ------------ | ----------- | ----------- | ---------- | ------------------- |
| 3.      | 20 lutego   | 1960 | Squaw Valley | Zjazd       | 1:37,6 min  | +1,3 s     | Heidi Biebl         |
| 25.     | 23 lutego   | 1960 | Squaw Valley | Gigant      | 1:39,9 min  | +6,8 s     | Yvonne Rüegg        |
| DSQ     | 26 lutego   | 1960 | Squaw Valley | Slalom      | 1:49,6 min  | –          | Anne Heggtveit      |
| 9.      | 11 lutego   | 1962 | Chamonix     | Gigant      | 1:41,53 min | ?          | Marianne Jahn       |
| 12.     | 14 lutego   | 1962 | Chamonix     | Slalom      | 1:34,84 min | ?          | Marianne Jahn       |
| 8.      | 17 lutego   | 1962 | Chamonix     | Zjazd       | 2:09,08 min | ?          | Christl Haas        |
| 6.      | 14 lutego   | 1962 | Chamonix     | Kombinacja  | 41,13 pkt   | +80,07 pkt | Marielle Goitschel  |
| DNF     | 1 lutego    | 1964 | Innsbruck    | Slalom      | 1:29,86 min | –          | Christine Goitschel |
| 8.      | 3 lutego    | 1964 | Innsbruck    | Gigant      | 1:52,24 min | +2,31 s    | Marielle Goitschel  |
| 3.      | 6 lutego    | 1964 | Innsbruck    | Zjazd       | 1:55,39 min | +1,27 s    | Christl Haas        |
| 13.     | 5 sierpnia  | 1966 | Portillo     | Slalom      | 1:30,48 min | ?          | Annie Famose        |
| 17.     | 14 sierpnia | 1966 | Portillo     | Zjazd       | 1:33,42 min | ?          | Marielle Goitschel  |

### Puchar Świata

#### Miejsca w klasyfikacji generalnej
- sezon 1966/1967: 7.

#### Miejsca na podium
1. Monte Bondone – 1 lutego 1967 (slalom) – 3. miejsce
2. Jackson Hole – 26 marca 1967 (gigant) – 3. miejsce